# Великий эдинбургский пожар
Великий (Большой) пожар в Эдинбурге (англ. Great Fire of Edinburgh) — пожар в шотландском городе Эдинбург, один из самых разрушительных пожаров в истории города. Начался в понедельник, 15 ноября 1824 года, и длился пять дней.

## История

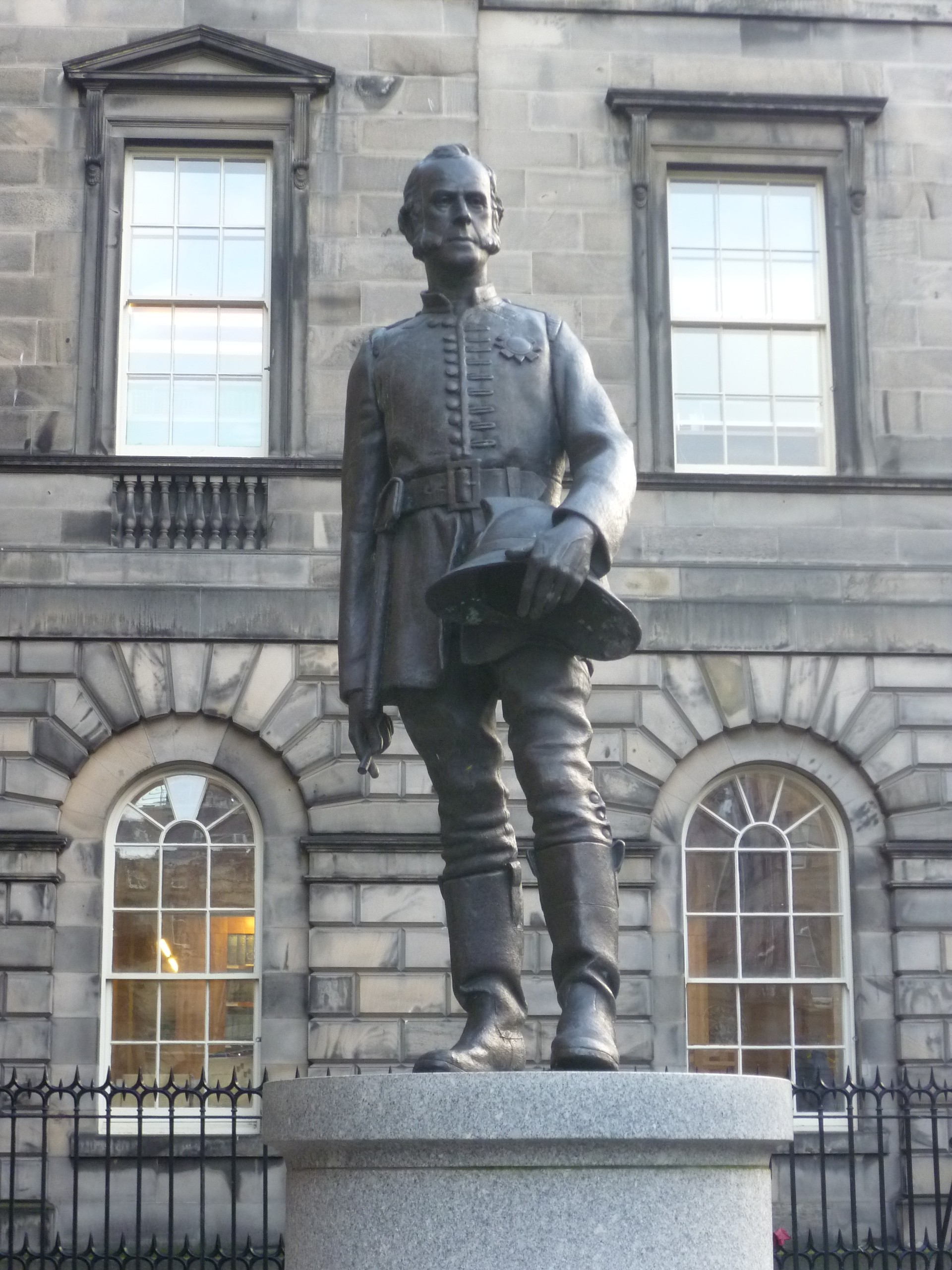
Памятник Джеймсу Брейдвуду в Эдинбурге

Огонь вспыхнул около 10 часов вечера в гравёрной мастерской Джона Кирквуда на втором этаже переулка Old Assembly Close рядом с улицей Хай-Стрит (англ. High Street) Королевской мили. Постоянная пожарная часть в Эдинбурге была создана двумя месяцами ранее (её руководителем был Джеймс Брейдвуд). Хотя пожарные прибыли быстро, они долго искали кран водоснабжения и начали тушить пламя только к 11 часам вечера, когда уже шесть этажей здания были в огне.
Из-за узости переулка огонь быстро распространился на соседние здания и направился вдоль Королевской мили под действием юго-западного ветра. К полуночи горели уже четыре многоквартирных дома, огонь приблизился к улице Cowgate. В течение ночи было уничтожено здание Old Assembly Hall. Около полудня во вторник, 16 ноября, огонь перекинулся на церковь Tron Kirk. В 10 вечера вторника произошла повторная вспышка огня в зданиях на углу Хай-Стрит. Затем загорелось 11-этажное здание рядом с улицей Cowgate. Пожар начал подбираться к зданиям парламента и усилия пожарных были направлены на спасение парламента и зала суда, остановив огонь перед собором Сент-Джайлс. Этот момент пожара был зафиксирован художником Октавиусом Хиллом в его акварелях.
К 5 часам утра 19 ноября пожар достиг своего апогея и многими современниками описывался как «великий и потрясающий». В это время рухнуло здание Edinburgh Courant, и огонь распространялся от здания Conn’s Close вдоль улицы Cowgate. К счастью, из-за прошедшего ливневого дождя, пожар был взят под контроль в пятницу вечером и окончательно был потушен 21 ноября. В последующие дни были снесены все небезопасные здания. Несмотря на опасность, огонь привлекал огромные толпы зрителей, включая большое количество высокопоставленных лиц.
По оценкам того времени, 400 домов были разрушены, порядка 400—500 семей остались без крова. Тринадцать человек погибли, включая двух пожарных; многие жители получили ранения. В 2008 году в Эдинбурге руководителю пожарных был воздвигнут памятник на месте перед собором Сент-Джайлс, где пожарными был остановлен огонь.

Иллюстрации
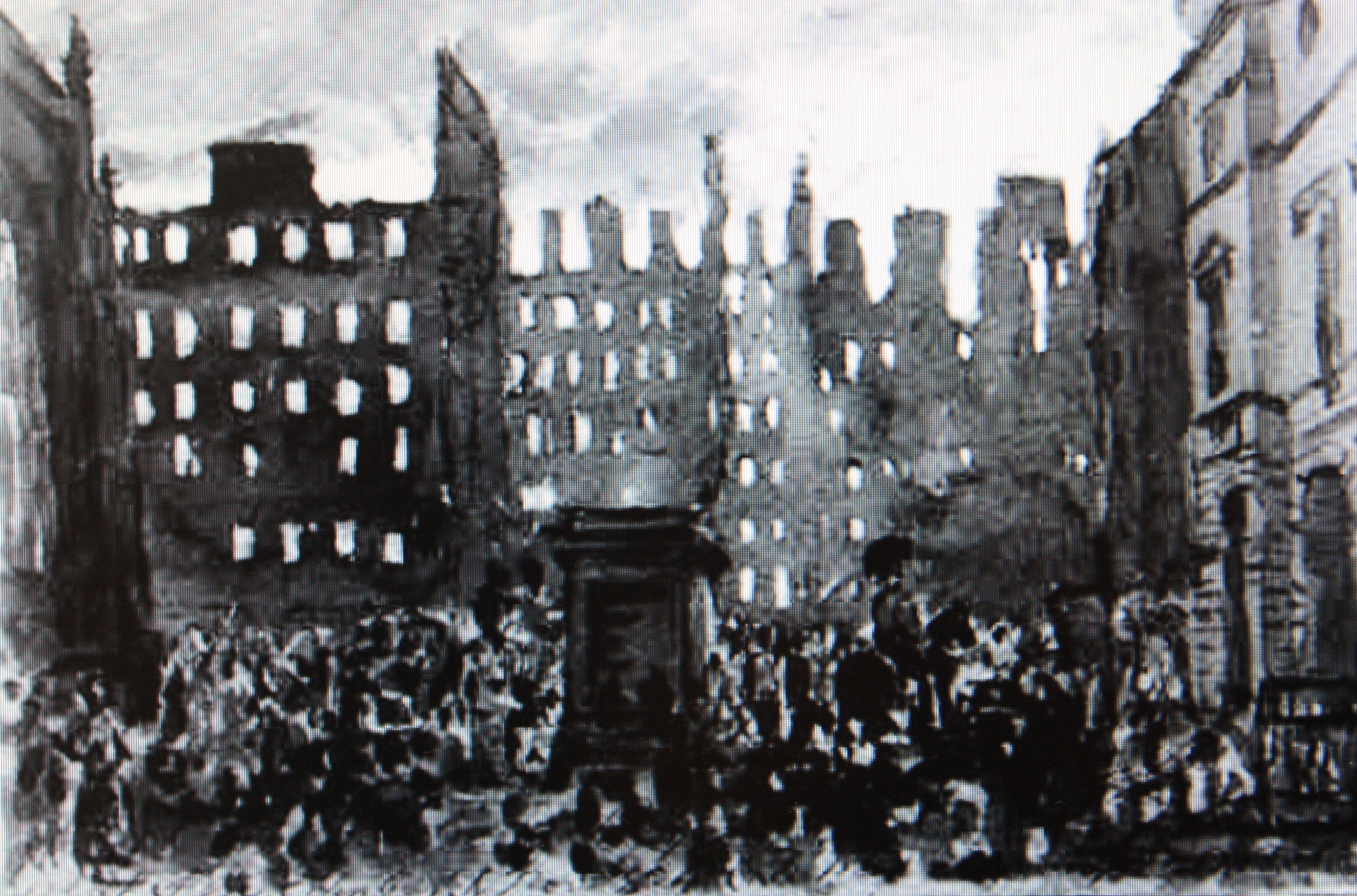